# ホースシュー滝 (南アフリカ共和国・ムプマランガ州)

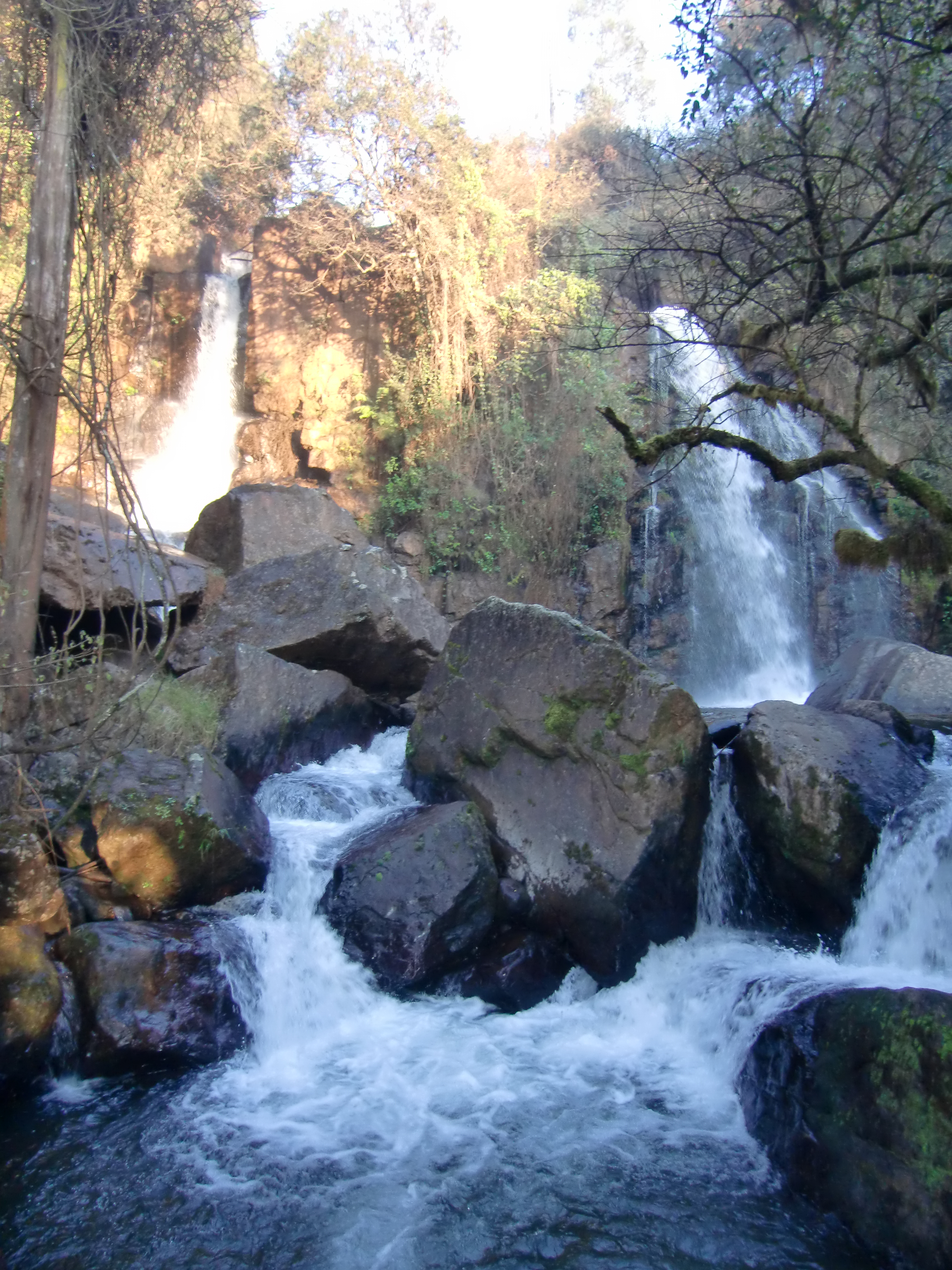

ホースシュー滝とは、アフリカ大陸の南端部（いわゆる南部アフリカの東部）に存在する、瀑布の1つである。

## 概要
南アフリカ共和国のムプマランガ州に存在するホースシュー滝は、おおよそ南緯25度07分50秒、東経30度41分41秒付近に位置している。なお、付近にはサビー川が流れている。この滝は多段に分かれて流れ落ちている滝である。この滝の「ホースシュー」とは馬蹄（U字形の馬蹄）のことであり、この滝の形状を表している名称である

。
この滝には、それほど大きな落差は無いものの、丸く張り出した岩肌を覆うように流れているので、中央部が張り出したU字形のような滝に見える。この形状の滝は珍しいので、ムプマランガ州は、この滝を天然記念物に指定している。なお、この滝は周辺を散策できるようになっている。